# 比維奧

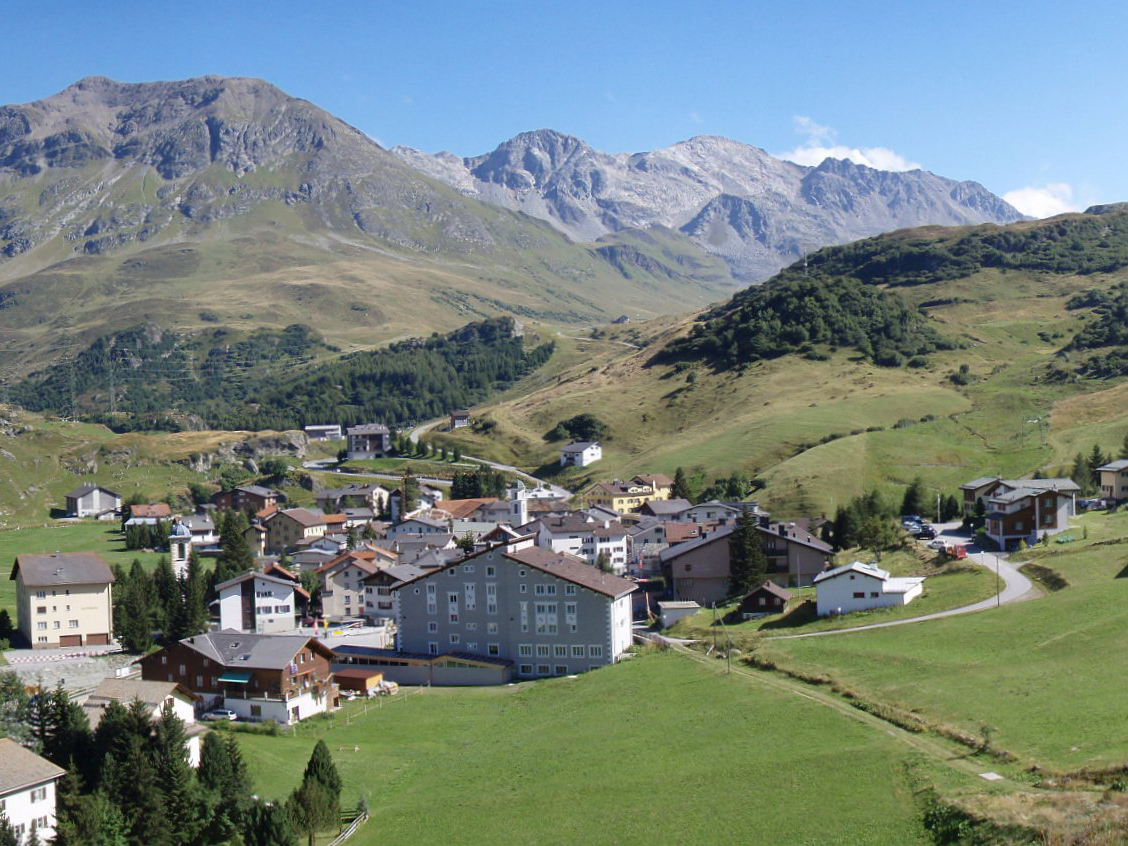

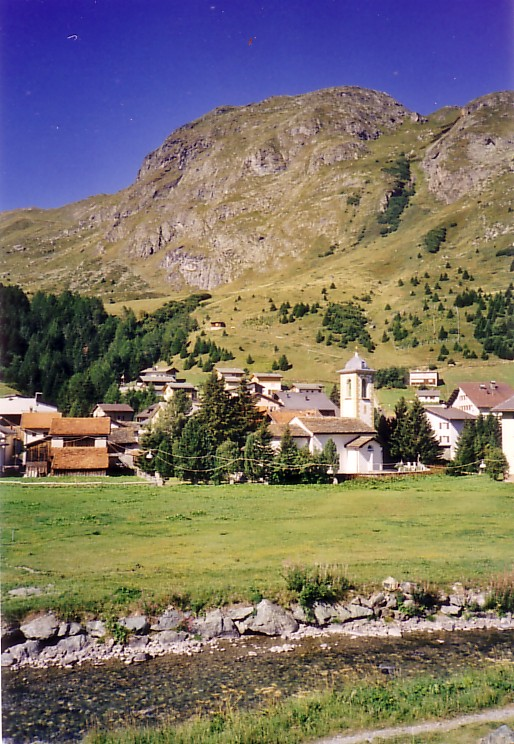

比維奧是瑞士的城鎮，位於該國東部。2016年1月1日，前 Bivio、Cunter、Marmorera、Mulegns、Riom-Parsonz、Salouf、Savognin、Sur 和 Tinizong-Rona 市合并，成立了新的 Surses 市。

## 地理及人口
截至2006年，Bivio有一个区域，面积为76.7公里2（29.6平方英里）。其中 48.8% 用于农业用途，而2.2%用于森林。其余的土地中，0.4% 是定居的（建筑物或道路），其余的（48.6%）是非生产性的（河流、冰川或山脉）。
比维奥由格勞賓登州負責管轄，面積76.73平方公里，海拔高度1,769米，每年平均降雨量1,198毫米，2011年人口197，人口密度每平方公里3人。